# CPD SNSPA
Centrul pentru Promovarea Participării și Democrației din SNSPA (abreviat CPD SNSPA) este un centru de cercetare, instituție neguvernamntală, de tip academic, din România, înființată în cadrul SNSPA, București.
CPD SNSPA are obiective legate de analizarea propagandei anti-occidentale din România, precum și de a evalua factorii care influențează participarea civică în Estul Europei. CPD SNSPA este formată dintr-o echipă interdisciplonară, formată din cadre didactice universitare, cercetători, doctoranzi, masteranzi și practicieni în domeniul politicilor publice și științelor sociale. Colaborările Centrului nou înființat la SNSPA reflectă o preocupare în creștere privind studierea - la nivel academic - a factorilor care influențează propaganda estică în regiune. Astfel, au fost realizate parteneriate cu University of Georgia și cu Atlantic Council (structura DFRLab - de măsurare a propagandei rusești realizată prin intermediul social-media).
În prezent, echipa CPD/SNSPA (condusă de Remus Pricopie și Dan Sultănescu), a coordonat mai multe studii relevante și inovative cu privire la impactul propagandei anti-occidentale în România și în Europa de Est. În acest sens, au fost realizate mai multe studii sociologice și de analiză media, din care s-au extras concluzii importante - prezentate la Bucharest Security Conference (septembrie 2017, București) - despre publicurile vulnerabile față de propaganda anti-occidentală din România, în special din zona social-media.
Domeniile prioritare de acțiune sunt legate de:
- Evaluarea propagandei anti-occidentale în România și în Europa de Est
- Creșterea legăturilor transatlantice pentru România, dar și pentru alte state din regiune[6]
- Evaluarea modului în care România și Republica Moldova sunt afectate de propaganda rusească
- Evaluarea diferențelor de participare civică dintre statele din regiune și Vest[7]
- Evaluarea influenței regionale a UE și, respectiv, a SUA